# Eccellenza Molise 2019-2020
Il campionato italiano di calcio di Eccellenza regionale 2019-2020 è stato il ventottesimo organizzato in Italia. Rappresenta il quinto livello del calcio italiano. Questo è il girone organizzato dal comitato regionale della regione Molise.
A causa della pandemia di COVID-19 in Italia, la F.I.G.C. ha deciso per la sospensione definitiva del torneo al 1º marzo 2020.

## Stagione

### Formula
Le 16 squadre partecipanti disputano un girone all'italiana con partite di andata e ritorno per un totale di 30 giornate. La prima classificata viene promossa in Serie D. Le squadre classificate dal secondo al quinto posto sono ammesse ai play-off per decretare quale squadra partecipa agli spareggi nazionali per la promozione in Serie D. L'ultima classificata viene retrocessa direttamente nel campionato di Promozione. Le squadre classificate dal dodicesimo al quindicesimo posto sono ammesse ai play-out per decretare due retrocessioni in Promozione.
A causa della sospensione dei campionati, né i play-off nazionali né i play-out si sono disputati.

## Squadre partecipanti
| Club                               | Città (provincia)        | Stadio o campo sportivo              | Stagione precedente                                                    |
| ---------------------------------- | ------------------------ | ------------------------------------ | ---------------------------------------------------------------------- |
| A.S.D. Alliphae                    | Alife (CE)               | Stadio Marco Spinelli                | 16º posto in Eccellenza Molise, retrocesso e successivamente ripescato |
| A.S.D. Aurora Capriatese           | Capriati a Volturno (CE) | Stadio comunale                      | 2º posto in Promozione Molise, promosso                                |
| A.S.D. Baranello                   | Baranello (CB)           | Stadio comunale                      | 3º posto in Promozione Molise, promosso                                |
| U.S.D. Bojano                      | Bojano (CB)              | Stadio Adriano Colalillo             | 3º posto in Eccellenza Molise                                          |
| A.S.D.Pol. Acli CB & Campodipietra | Campodipietra (CB)       | Antistadio Selva Piana (Campobasso)  | 9º posto in Eccellenza Molise                                          |
| A.S.D. U.S. Campobasso 1919        | Campobasso (CB)          | Antistadio Selvapiana                | 11º posto in Promozione Molise                                         |
| A.S.D. Città di Termoli            | Termoli (CB)             | Stadio Gino Cannarsa                 | 10º posto in Eccellenza Molise                                         |
| A.S.D. Comprensorio Vairano        | Vairano Patenora (CE)    | Stadio Comunale                      | 1º posto in Promozione Molise, promosso                                |
| A.S.D. Isernia F.C.                | Isernia                  | Stadio Mario Lancellotta             | 18º posto in Serie D/E, retrocesso                                     |
| A.S.D. Pol. Gambatesa              | Gambatesa (CB)           | Stadio del Toppo                     | 14º posto in Eccellenza Molise                                         |
| A.S.D. Pietramontecorvino          | Pietramontecorvino (FG)  | Stadio comunale                      | 11º posto in Eccellenza Molise                                         |
| A.S.D. Real Guglionesi             | Guglionesi (CB)          | Campo comunale                       | 8º posto in Eccellenza Molise                                          |
| U.S. Roccasicura                   | Roccasicura (IS)         | Stadio F. Di Placito                 | 6º posto in Eccellenza Molise                                          |
| A.S.D. Sesto Campano Calcio        | Sesto Campano (IS)       | Campo comunale                       | 4º posto in Eccellenza Molise                                          |
| A.S.D. Tre Pini Matese             | Piedimonte Matese (CE)   | Stadio Pasqualino Ferrante           | 7º posto in Eccellenza Molise                                          |
| U.S. Venafro A.S.D.                | Venafro (IS)             | Stadio Marchese Alessandro del Prete | 5º posto in Eccellenza Molise                                          |

## Classifica finale
|  | Pos. | Squadra              | Pt | G  | V  | N | P  | GF | GS  | DR   |
|  | ---- | -------------------- | -- | -- | -- | - | -- | -- | --- | ---- |
|  | 1.   | Comprensorio Vairano | 59 | 23 | 18 | 5 | 0  | 80 | 10  | +70  |
|  | 2.   | Tre Pini Matese      | 51 | 23 | 15 | 6 | 2  | 55 | 23  | +32  |
|  | 3.   | Venafro              | 48 | 23 | 15 | 3 | 5  | 75 | 32  | +43  |
|  | 4.   | Campodipietra        | 47 | 23 | 15 | 2 | 6  | 69 | 38  | +31  |
|  | 5.   | Roccasicura          | 45 | 23 | 13 | 6 | 4  | 58 | 20  | +38  |
|  | 6.   | Real Guglionesi      | 38 | 23 | 11 | 5 | 7  | 47 | 33  | +14  |
|  | 7.   | Sesto Campano        | 38 | 23 | 11 | 5 | 7  | 44 | 31  | +13  |
|  | 8.   | Aurora Capriatese    | 38 | 23 | 12 | 2 | 9  | 60 | 45  | +15  |
|  | 9.   | Isernia              | 33 | 23 | 9  | 6 | 8  | 41 | 30  | +11  |
|  | 10.  | Baranello            | 28 | 23 | 8  | 4 | 11 | 43 | 47  | -4   |
|  | 11.  | Pietramontecorvino   | 27 | 23 | 8  | 3 | 12 | 41 | 44  | -3   |
|  | 12.  | Gambatesa            | 25 | 23 | 8  | 2 | 13 | 35 | 70  | -35  |
|  | 13.  | Bojano               | 21 | 23 | 5  | 6 | 12 | 26 | 41  | -15  |
|  | 14.  | Termoli (-1)         | 14 | 23 | 4  | 3 | 16 | 27 | 69  | -42  |
|  | 15.  | Campobasso 1919      | 9  | 23 | 3  | 0 | 20 | 15 | 74  | -59  |
|  | 16.  | Alliphae             | 0  | 23 | 0  | 0 | 23 | 19 | 148 | -139 |

Legenda:
      Promossa in Serie D 2020-2021
      Retrocessa in Promozione 2020-2021
Regolamento:
Tre punti a vittoria, uno a pareggio, zero a sconfitta.
Note:
Il Termoli ha scontato 1 punto di penalizzazione.
Il Tre Pini Matese è stata ammesso in Serie D 2020-2021 in seguito alla graduatoria stilata dalla FIGC in sostituzione dei play-off nazionali.